# (500334) 2012 SD39
(500334) 2012 SD39 es un asteroide perteneciente al cinturón de asteroides, descubierto el 26 de agosto de 2012 por el equipo del Pan-STARRS desde el Observatorio de Haleakala, Hawái, Estados Unidos.

## Designación y nombre
Designado provisionalmente como 2012 SD39.

## Características orbitales
2012 SD39 está situado a una distancia media del Sol de 3,143 ua, pudiendo alejarse hasta 3,382 ua y acercarse hasta 2,905 ua. Su excentricidad es 0,075 y la inclinación orbital 10,77 grados. Emplea 2035,86 días en completar una órbita alrededor del Sol.

## Características físicas
La magnitud absoluta de 2012 SD39 es 16,5.